# USS LST-447
O USS LST-447 foi um navio de guerra norte-americano da classe LST que operou durante a Segunda Guerra Mundial.